# 泰努瓦斯河畔圣米歇尔
泰努瓦斯河畔圣米歇尔（法語：Saint-Michel-sur-Ternoise，法語發音：[sɛ̃ miʃɛl syʁ tɛʁnwaz]）是法国上法蘭西大區加来海峡省的一个市镇，属于阿拉斯区。

## 地理
泰努瓦斯河畔圣米歇尔（50°22'31"N, 2°21'41"E）面积5.97 平方千米，位于法国上法蘭西大區加来海峡省，该省份为法国北部沿海省份，西北濒北海，南至索姆省，东临北部省。
与泰努瓦斯河畔圣米歇尔接壤的市镇（或旧市镇、城区）包括：奥斯特勒维尔、埃兰勒塞克、迈尼勒、罗埃勒库尔、泰努瓦斯河畔圣波勒。

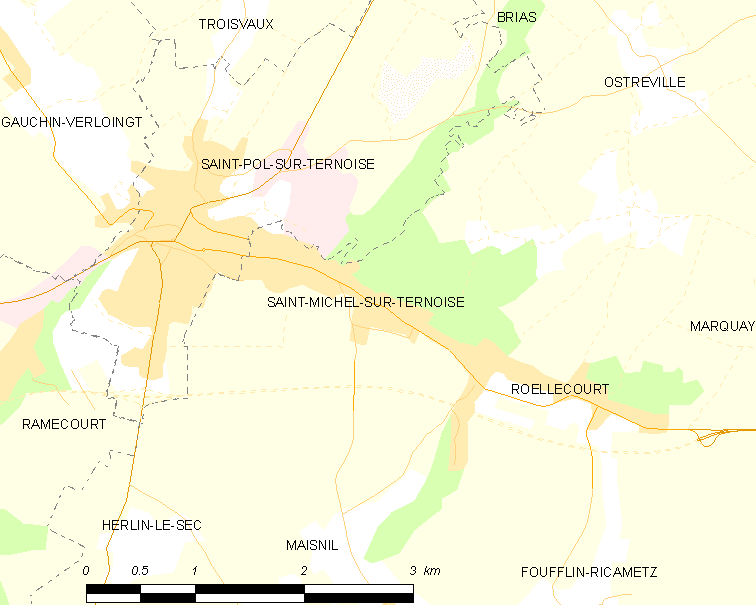
泰努瓦斯河畔圣米歇尔的OSM定位图

泰努瓦斯河畔圣米歇尔的时区为UTC+01:00、UTC+02:00（夏令时）。

## 行政
泰努瓦斯河畔圣米歇尔的邮政编码为62130，INSEE市镇编码为62763。

## 政治
泰努瓦斯河畔圣米歇尔所属的省级选区为泰努瓦斯河畔圣波勒县。

## 人口

1962-2008年间泰努瓦斯河畔圣米歇尔人口变化图示

泰努瓦斯河畔圣米歇尔于2022年1月1日时的人口数量为838人。